# 이스라엘의 서안 지구 점령
이스라엘의 서안 지구 점령에 관한 문서이다.
동예루살렘을 포함한 서안 지구는 1967년 6월 7일 이스라엘군이 6일 전쟁 동안 요르단이 통치하던 영토를 점령한 이후 이스라엘의 군사 점령 하에 있었다. 서안 지구는 군사적으로 점령된 영토는 국제사법재판소와 동예루살렘을 제외한 이스라엘 대법원에 의해 확인되었다. 이스라엘 정부의 공식적인 견해는 교전적 점령법이 분쟁지역으로 간주되는 지역에는 적용되지 않으며, 동예루살렘을 제외한 서안지구는 이스라엘 민정청 산하 이스라엘 국방부에서 관리한다는 것이다. "다루기 힘든 갈등"의 전형적인 사례로 간주되는 이스라엘의 점령 기간은 이미 20년이 넘은 예외적인 것으로 간주되었으며 현재는 현대 역사상 가장 긴 기간이다. 이스라엘은 자신의 범위 내에서 서안 지구를 유지해야 하는 몇 가지 이유를 언급했다. 1917년 밸푸어 선언에서 주장된 조국으로서의 이곳에 대한 역사적 권리에 근거한 주장이다. 즉, 내부 및 외부 모두의 보안 근거, 그리고 점령 지역의 유대인에 대한 깊은 상징적 가치를 아우른다.